# Janelle James
Janelle James (* 23. September 1979 in Saint Thomas, Amerikanische Jungferninseln) ist eine US-amerikanische Stand-up-Komikerin und Schauspielerin. Einem internationalen Publikum wurde sie erstmals durch die Rolle der Ava Coleman in der TV-Serie Abbott Elementary bekannt.

## Leben
James stammt ursprünglich von den Amerikanischen Jungferninseln. Sie wuchs als ältestes von neun Kindern auf. In ihrer Heimat betrieb ihr Vater ein Restaurant sowie einen Food Truck, in dem James bereits als Siebenjährige arbeitete.
Im Alter von 16 Jahren verlegte sie ihren Wohnort auf das Festland der USA. Sie wohnte zunächst mit ihrer Mutter in Maryland, lebte danach 15 Jahre in New York und wohnte anschließend in Illinois. Nach der Ausstrahlung der 1. Staffel von Abbott Elementary im Jahr 2021 verlegte James teilweise ihren Wohnort nach Los Angeles. Sie lebt seitdem gleichermaßen in New York und Los Angeles.
Vor ihrer beruflichen Karriere im Bereich Comedy studierte James Modedesign am New York City’s Fashion Institute of Technology, beendete ihr Studium dort aber nicht. Während ihrer Zeit an der Hochschule gründete sie den Essenslieferservice „Joy of Not Cooking“ und arbeitete u. a. als Partyorganisatorin für eine PR-Firma für Mode.
James ist Mutter zweier Söhne.

## Karriere
James begann ihre Karriere als Stand-up-Komikerin mit einem ersten Open-Mic-Auftritt 2011 im Club „Memphis on Main“ in ihrem damaligen Wohnort Champaign, Illinois. Infolgedessen entwickelte sie weitere Stand-up-Routinen und tourte mit Komikern wie Chris Rock („Total Blackout“-Tour in 2017), Amy Schumer („Growing“-Tour), und David Cross. 2016 wurde sie als eine der „50 Most Funny People“ des Brooklyn Magazins ausgezeichnet. Im selben Jahr war sie auf der „New Faces“-Liste des Just For Laughs-Comedyfestivals. 2017 veröffentlichte sie das Comedy-Album Black and Mild. Seit 2018 leitet James in Brooklyn das irregulär stattfindende „Janelle James Comedy Festival“ (vormals von 2008 bis 2017 das „The Eugene Mirman Comedy Festival“). 2020 stand sie auf der Liste der „10 Comics to Watch“ von Variety.
Für Netflix schrieb und produzierte sie eigene Stand-up-Specials in den Reihen The Comedy Lineup (2018) und The Standups (2021). Ihre erste reguläre Schauspiel-Fernsehrolle hatte sie ab 2021 in der Comedy-Serie Abbott Elementary. Für ihre Rolle der Ava Coleman wurde James für mehrere Preise nominiert, u. a. zwei Emmy-Awards, und mit einem SAG Award ausgezeichnet.
2023 tourte James mit ihrem Comedy-Programm Newly Famous durch die USA.

## Filmografie (Auswahl)
- 2020–2021: Black Monday; Schauspielerin, Autorenteam-Mitglied
- 2020–2022: Central Park; Synchronsprecherin, Autorin
- seit 2021: Abbott Elementary (Fernsehserie); Schauspielerin
- 2022: Beth und das Leben (Life & Beth, Fernsehserie, 1 Folge)
- 2022: Tuca & Bertie (Fernsehserie, Stimme, 1 Folge)
- 2023: Star Trek: Lower Decks  (Fernsehserie, Stimme, 1 Folge)
- 2023: Die verrückte Geschichte der Welt, Teil II (History of the World, Part II); Autorin
- 2025: One of Them Days

## Auszeichnungen
Primetime Emmy Awards
- 2022: Nominierung für Beste Nebendarstellerin in einer Comedy-Serie für Abbott Elementary
- 2023: Nominierung für Beste Nebendarstellerin in einer Comedy-Serie für Abbott Elementary

Golden Globe Award
- 2023: Nominierung für Beste Nebendarstellerin in einer Musical-, Comedy- oder Drama-TV-Serie für Abbott Elementary

Independent Spirit Awards
- 2023: Nominierung für Beste Nebenrolle in einer neuen geskripteten Serie für Abbott Elementary

Peabody Award
- 2023: Auszeichnung in der Sparte Entertainment mit dem Team von Abbott Elementary

Screen Actors Guild Awards
- 2023: Auszeichnung für Bestes Ensemble in einer Comedy-Serie für Abbott Elementary
- 2024: Nominierung für Bestes Ensemble in einer Comedy-Serie für Abbott Elementary